# Carsten Sänger
Carsten Sänger (ur. 8 listopada 1962 w Kerspleben) – niemiecki piłkarz występujący na pozycji obrońcy, reprezentant NRD.

## Kariera
W 1980 roku rozpoczął seniorską karierę w klubie Rot-Weiß Erfurt. W 1984 roku zadebiutował w reprezentacji NRD. W Rot-Weiß Erfurt rozegrał 257 ligowych meczów, w tym 225 w DDR-Oberlidze. Po zjednoczeniu Niemiec grał w klubach z 2. Bundesligi i Regionalligi. Karierę piłkarską zakończył w 2000 roku. Był również trenerem w klubach FC Sachsen Leipzig, FC Erfurt Nord i FC Blau-Weiß Dachwig-Döllstädt.

## Statystyki ligowe
| Sezon     | Klub            | Liga                  | Mecze | Gole |
| --------- | --------------- | --------------------- | ----- | ---- |
| 1980/1981 | Rot-Weiß Erfurt | DDR-Oberliga          | 14    | 0    |
| 1981/1982 | Rot-Weiß Erfurt | DDR-Oberliga          | 23    | 0    |
| 1982/1983 | Rot-Weiß Erfurt | DDR-Oberliga          | 25    | 1    |
| 1983/1984 | Rot-Weiß Erfurt | DDR-Oberliga          | 26    | 0    |
| 1984/1985 | Rot-Weiß Erfurt | DDR-Oberliga          | 11    | 0    |
| 1985/1986 | Rot-Weiß Erfurt | DDR-Oberliga          | 22    | 0    |
| 1986/1987 | Rot-Weiß Erfurt | DDR-Oberliga          | 21    | 0    |
| 1987/1988 | Rot-Weiß Erfurt | DDR-Oberliga          | 23    | 0    |
| 1988/1989 | Rot-Weiß Erfurt | DDR-Oberliga          | 16    | 1    |
| 1989/1990 | Rot-Weiß Erfurt | DDR-Oberliga          | 23    | 1    |
| 1990/1991 | Rot-Weiß Erfurt | DDR-Oberliga          | 21    | 1    |
| 1991/1992 | Rot-Weiß Erfurt | 2. Fußball-Bundesliga | 32    | 0    |
| 1992/1993 | Hansa Rostock   | 2. Fußball-Bundesliga | 43    | 0    |
| 1993/1994 | Hansa Rostock   | 2. Fußball-Bundesliga | 30    | 0    |
| 1994/1995 | Sachsen Leipzig | Regionalliga          | 28    | 1    |
| 1995/1996 | Carl Zeiss Jena | 2. Fußball-Bundesliga | 32    | 0    |
| 1996/1997 | Carl Zeiss Jena | 2. Fußball-Bundesliga | 32    | 1    |
| 1997/1998 | Sachsen Leipzig | Regionalliga          | 17    | 0    |
| 1998/1999 | Carl Zeiss Jena | Regionalliga          | 28    | 1    |
| 1999/2000 | Rot-Weiß Erfurt | Regionalliga          | 8     | 0    |